# Över-Rissjön
Över-Rissjön är en sjö i Åsele kommun i Lappland och ingår i Gideälvens huvudavrinningsområde. Sjön har en area på 1,55 kvadratkilometer och ligger 335 meter över havet. 
I praktiken sitter Över-Rissjön ihop med Ytter-Rissjön via det 100 meter breda Rissjösundet, vilket antyds av att båda sjöarna har samma samiska namn - Rissjejaevrie. VISS har valt att betrakta de två delarna som separata sjöar. 

## Delavrinningsområde
Över-Rissjön ingår i det delavrinningsområde (710645-159210) som SMHI kallar för Utloppet av Över-Rissjön. Medelhöjden är 359 meter över havet och ytan är 7,66 kvadratkilometer. Det finns inga avrinningsområden uppströms utan avrinningsområdet är högsta punkten. Rissjösundet som avvattnar avrinningsområdet har biflödesordning 2, vilket innebär att vattnet flödar genom totalt 2 vattendrag (Flärkån och Gideälven) innan det når havet efter 138 kilometer. Sjön har även ett mindre utlopp i väster via en myr och det vattnet hamnar i Ångermanälven via Kvällån.
Avrinningsområdet består mestadels av skog (65 procent). Avrinningsområdet har 1,42 kvadratkilometer vattenytor vilket ger det en sjöprocent på 18,6 procent.